# Josh Keaton
Josh Keaton (Hacienda Heights, 8 februari 1979), geboren als Joshua Luis Wiener, is een Amerikaans acteur, stemacteur, zanger en muziekproducent.

## Biografie
Keaton werd geboren in Hacienda Heights bij een vader uit New York en een moeder uit Peru in een gezin van vier kinderen. Naast Engels spreekt hij ook vloeiend Spaans, hij begon zijn carrière ook in het Spaans en stapte later over in Engels. 
Keaton begon in 1990 met acteren in de televisieserie New Kids on the Block. Hierna heeft nog meer dan 210 rollen gespeeld in televisieseries, films en videospellen. 
Keaton was in de jaren negentig lid van de boyband No Authority, hierna werd hij vertegenwoordigt als soloartiest door RCA Records.
Keaton is in 2009 getrouwd.

## Filmografie

### Films
Selectie:
- 2023 Spider-Man: Across the Spider-Verse - als Peter Parker / The Spectacular Spider-Man
- 2017 The Emoji Movie - als diverse stemmen
- 2017 Smurfs: The Lost Village - als diverse stemmen
- 2007 Doctor Strange: The Sorcerer Supreme – als stemmen
- 2006 The Wild – als stem
- 1997 Hercules – als jonge Hercules
- 1991 All I Want for Christmas – als Brad

### Televisieseries
Selectie:
- 2025 Your Friendly Neighborhood Spider-Man - als Richard Parker (stem) - 1 afl.
- 2022 Star Wars: Tales of the Jedi - als de zoon van de senator (stem) - 1 afl.
- 2021-2022 Dota: Dragon's Blood - als diverse stemmen - 16 afl.
- 2022 Tiger & Bunny - als He is Thomas (stem) - 13 afl.
- 2020-2022 It's Pony - als diverse stemmen - 20 afl.
- 2021 Arcane - als diverse stemmen - 6 afl.
- 2021-2023 What If...? - als Steve Rogers / Captain America, Steve Rogers / HYDRA Stomper, President Steve Rogers en Steve Rogers / Rogers Hood (stem) - 7 afl.
- 2017-2020 Spider-Man - als Norman Osborn / John Jameson - 17 afl.
- 2017-2020 Elena of Avalor - als Miguel / Andres (stem) - 5 afl.
- 2016-2019 Ben 10 - als diverse stemmen - 31 afl.
- 2017-2019 Avengers Assemble - als Ant-Man (stem) - 13 afl.
- 2016-2018 Voltron: Legendary Defender - als Shiro (stem) - 69 afl.
- 2015-2017 DC Super Hero Girls - als diverse stemmen - 13 afl.
- 2017 Ginger Snaps - als Hemingway (stem) - 10 afl.
- 2015-2016 The Mr. Peabody & Sherman Show - als diverse stemmen - 5 afl.
- 2016 Kulipari: An Army of Frogs - als Darel (stem) - 13 afl.
- 2013-2014 Southern Fried Everything - als verteller - 10 afl.
- 2012-2013 Winx Club: Beyond Believix – als King Oritel (stem) – 5 afl.
- 2010-2013 Transformers: Prime – als Jack Darby (stem) - 45 afl.
- 2011-2013 Green Lantern: The Animated Series – als Hal Jordan / Green Lantern (stemmen) – 26 afl.
- 2011-2012 Winx Club: Enchantix – als Valtor (stem) – 31 afl.
- 2012 Winx Club: Power of Believix – als Anagan (stem) – 9 afl.
- 2007-2009 King of the Hill – als stem – 4 afl.
- 2008-2009 The Spectacular Spider-Man – als Peter Parker / Spider-Man (stemmen) – 26 afl.
- 2004 Will & Grace – als Salvatore – 2 afl.
- 2003-2004 Skin – als Owen – 4 afl.
- 1999-2000 The Young and the Restless – als Brendon – 10 afl.
- 1997 General Hospital – als Tim - ? afl.
- 1995-1996 The Secret World of Alex Mack – als Bryce – 7 afl.
- 1993 Dr. Quinn, Medicine Woman – als eerste neef – 2 afl.
- 1991-1992 Back to the Future: The Animated Series – als Jules Erastosthenes Brown – 26 afl.
- 1990 New Kids on the Block – als Albert (stem) – 15 afl.

### Computerspellen
Selectie:
- 2024 World of Warcraft: The War Within - als Anduin Wrynn
- 2024 Final Fantasy VII Rebirth - als stem
- 2023 Star Trek: Resurgence - als Carter Diaz
- 2022 Saints Row - als Santo Ileso bevolking
- 2022 Horizon Forbidden West - als Avad
- 2019 Death Stranding - als de dealer
- 2018 Spider-Man - als Electro
- 2018 World of Warcraft: Battle for Azeroth - als Anduin Wrynn
- 2017 Horizon Zero Dawn - als Avad
- 2017 For Honor - als The Orochi
- 2016 Final Fantasy XV - als Talcott Hester
- 2016 Dishonored 2 - als Howler
- 2016 World of Warcraft: Legion - als koning Anduin Wrynn
- 2016 StarCraft II: Nova Covert Ops - als Valerian Mengsk
- 2015 StarCraft II: Legacy of the Void - als Valerian Mengsk
- 2015 King's Quest - als jonge Graham
- 2015 LEGO Jurassic World - als Billy Brennan
- 2015 LEGO Dimensions - als Gamer Kid
- 2015 Battlefield Hardline - als stem
- 2014 LEGO Batman 3: Beyond Gotham - als Green Lantern / Hal Jordan / Nightwing
- 2014 Call of Duty: Advanced Warfare - als stem
- 2014 Skylanders: Trap Team - als Spyro / Spry
- 2013 Knack – als Lucas
- 2013 Batman: Arkham City – als Dick Grayson / Robin
- 2013 The Last of Us – als stemmen
- 2013 StarCraft II: Heart of the Swarm – als Valerian Mengsk
- 2012 Skylanders: Giants – als Spyro
- 2012 World of Warcraft: Mists of Pandaria – als Anduin Wrynn
- 2011 Star Wars: The Old Republic – als stemmen
- 2011 Skylanders: Spyro's Adventure – als Spyro
- 2010 StarCraft II: Wings of Liberty – als Valerian Mengsk
- 2010 God of War III – als kapitein / Deimos / jonge Spartaan
- 2007 Guild Wars: Eye of the North – als held
- 2007 God of War II – als jonge Spartaan
- 2006 Lost Planet: Extreme Condition – als Wayne Holden
- 2006 Metal Gear Solid: Portable Ops – als Ocelot
- 2006 Need for Speed: Carbon – als Sal
- 2006 Guild Wars Nightfall – als stemmen
- 2006 Marvel: Ultimate Alliance – als mannelijke toorts / Hermod
- 2005 Metal Gear Solid 3: Subsistence – als Adamska / Ocelot / soldaten
- 2005 X-Men Legends II: Rise of Apocalypse – als Cyclops
- 2005 Area-51 – als Crispy
- 2004 Metal Gear Solid 3: Snake Eater – als Ocelot
- 2004 ShellShock: Nam '67 – als Tick Tock

- Biblioteca Nacional de España: XX4812096
- Bibliothèque nationale de France: cb146173296 (data)
- International Standard Name Identifier: 0000 0000 8163 5198
- Library of Congress Control Number: no2010114933
- Virtual International Authority File: 90691359
- WorldCat: E39PBJjxqBRCGWwq4WtyTJYkjC